# Ниедзью (приток Лыжи)
Ниедзью — река в России, протекает в Республике Коми по территории района Печора. Правый приток реки Лыжа.

## География
Устье реки находится в 143 км по правому берегу реки Лыжа. Длина реки составляет 56 км. Притоки — Асыввож.

## Этимология гидронима
Ниедзью — «река, обильная лиственницей», «река, текущая по лиственничной роще (лесу)». От ниа «лиственница», эдз «роща», «лес», ю «река».

## Данные водного реестра
По данным государственного водного реестра России относится к Двинско-Печорскому бассейновому округу, водохозяйственный участок реки — Печора от водомерного поста у посёлка Шердино до впадения реки Уса, речной подбассейн реки — бассейны притоков Печоры до впадения Усы. Речной бассейн реки — Печора.
Код объекта в государственном водном реестре — 03050100212103000064952.